# 沙马·顺达卫
沙马·顺达卫（皇家轉寫：Samak Sunthorawet 泰語發音：[sàmàk sǔntʰɔráwêːt]；1935年6月13日—2009年11月24日），泰國政治人物，生于曼谷。他是泰國人民力量黨的前任領袖，也是上第25位（33任）首相。

## 早年
沙馬是泰國華人，祖上姓李。他的家中有兄弟姊妹五人。他曾經就讀於聖加布里埃爾學院和易三倉商業學院。

## 家庭
- 父：沙勉·順達叻威（Samien Sundaravej）
- 母：翁盼·順達叻威（Umphan Sundaravej），
- 妻：素叻尊女士（Khunying Surat Sundaravej）；於泰國正大集團任職財務顧問，夫婦育有二子女。

## 從政簡歷
- 泰國民主黨黨員（1968年－1976年）
- 泰國國會眾議員（1973年－1975年、1976年、1979年－1983年、1986年－1990年、1992年－2000年）
- 成立泰國人民黨並出任黨主席（1979年－2000年）
- 擔任泰國農業與合作部副部長（1975年－1976年）
- 任泰國內務部副部長（1976年）
- 任泰國內務部部長（1976年－1977年）
- 任泰國運輸部部長（1983年－1986年、1990年－1991年）
- 任曼谷市市长（2000年－2003年）
- 任泰國參議院議員（2006年9月19日議會在軍事政變之後被解散）
- 被選為人民力量黨主席（2007年7月29日－2008年9月9日）
- 泰國首相（2008年1月28日－2008年9月9日）

## 政治經歷
2006年9月19日曼谷發生軍事政變後，原憲法被廢除；泰愛泰黨後來受到憲章法庭的勒令解散，原首相塔克辛和多數黨的領導人被禁止參與政治五年，而人民力量黨由於其政治影響一向微弱而得以保存。2007年7月29日，一些原泰愛泰黨國會議員宣佈加入人民力量黨角逐國會大選。
在2007年8月24日的黨內選舉大會上，沙麥被推舉為新任黨主席，而前泰愛泰黨內閣部長素拉蓬（Surapong Suebwonglee）則成為新任黨秘書長與發言人。普遍認為他是前泰相塔克辛的政治同盟；他本人也曾多次公開聲言他是塔克辛的代言人，該黨將繼承原泰愛泰黨的一切政治綱領，承諾一旦當選將允許塔克辛回國並解除對他的一切指控。
2007年12月23日，人民力量黨在泰國國會大選中贏得228個席位，雖然少于絕對優勢241席，但高于所有對手，得以入朝組閣。
2008年1月29日在下議院中獲選為泰國首相。8月尾爆發政治危機，沙馬稱自己是民主選出，堅拒下台。同年9月初，沙馬被舉報曾任民營電視台受薪烹飪節目主持人，涉嫌違反泰國憲法部長不得自民間領取酬勞的規定，受法院審查。法庭在9月9日判決沙馬違憲，即時解除相職。執政黨其後推舉塔克辛妹夫宋才·旺沙瓦接任。
2009年11月24日，因肝癌去世。